# 西河克己映画記念館

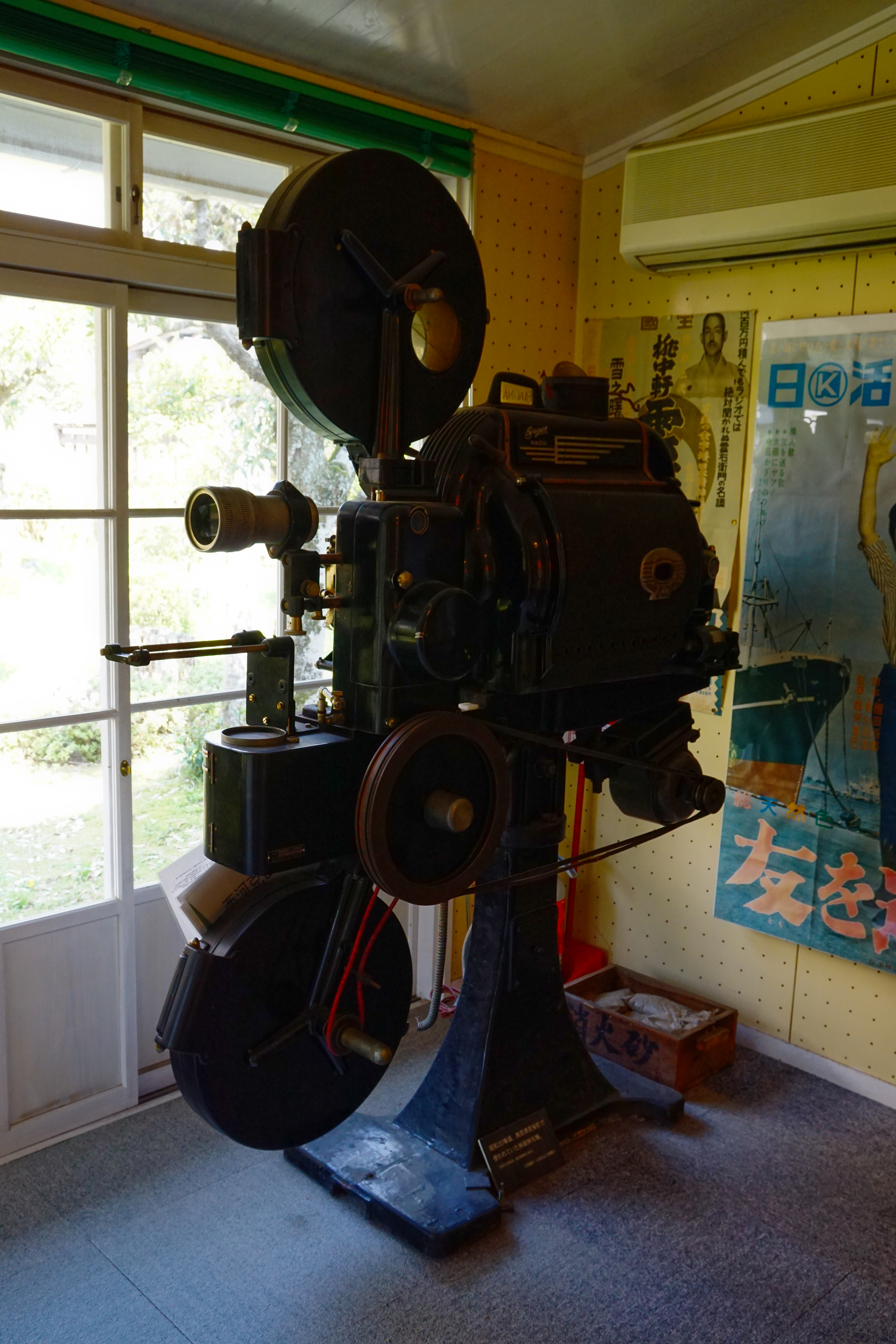
1楷展示室の映写機

西河克己映画記念館（にしかわかつみえいがきねんかん）は鳥取県八頭郡智頭町にある地元出身の映画監督・西河克己の記念館。正式名称は、塩屋出店・西河克己映画記念館。2001年8月7日に開館した。

## 概要
1930年頃に建てられた2階建ての西洋館で、結核療養施設として建てられた後、キリスト教の教会堂としても使用されていたが、西河克己から映画関係の資料が寄贈されたのを機に、映画記念館として活用されることになった。
館内では、智頭町でロケが行われた「絶唱」（1966年）をはじめとして、「伊豆の踊子」、「青い山脈」、「潮騒」など、メガホンを取った作品に関する貴重な資料が多数展示されている。
旧塩屋出店として同じ敷地内にある1897年頃築の和風建造物とともに、国の登録有形文化財に登録されている。

## 利用情報
- 開館時間 - 午前9時から午後5時まで
- 休館日 - 水曜日
- 入館料 - 無料

## 交通アクセス
- 智頭急行またはJR因美線、智頭駅 徒歩10分

## 周辺
- 智頭宿、石谷家住宅、旧塩屋出店